# U-Bahnhof Westend
Westend ist ein Bahnhof der U-Bahn Frankfurt. Er liegt auf der C-Strecke und wird von den Linien U6 und U7 bedient. Der Bahnhof liegt im gleichnamigen Stadtteil Westend unter der Bockenheimer Landstraße. Die Station wurde am 11. Oktober 1986 eröffnet.

## Lage

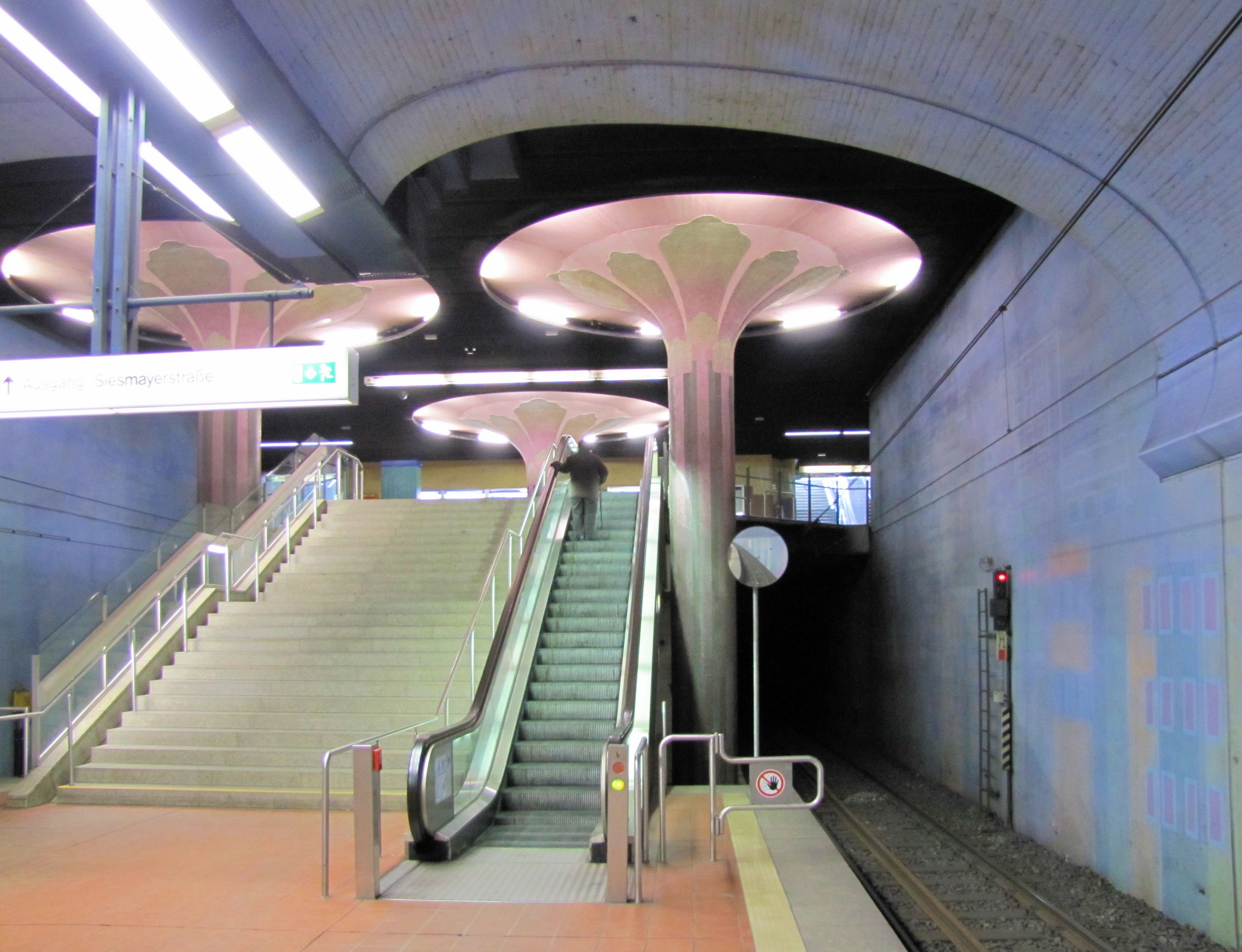
Ansicht der Zugänge

Der Bahnhof Westend liegt zwischen den Stationen Bockenheimer Warte und Alte Oper. Die Umgebung der Station, der namensgebende Stadtteil Westend-Süd, ist aber auch für viele Bürohochhäuser bekannt, wie das benachbarte WestendDuo.

## Architektur
Die Architektur der U-Bahn-Station ist durch abstrakte florale Elemente geprägt (so zum Beispiel die Form der Säulen in der Halle, siehe obiges Foto) und weist so auf die Nähe zu dem rund 300 Meter nordwestlich davon gelegenen Frankfurter Palmengarten hin.

## Betrieb

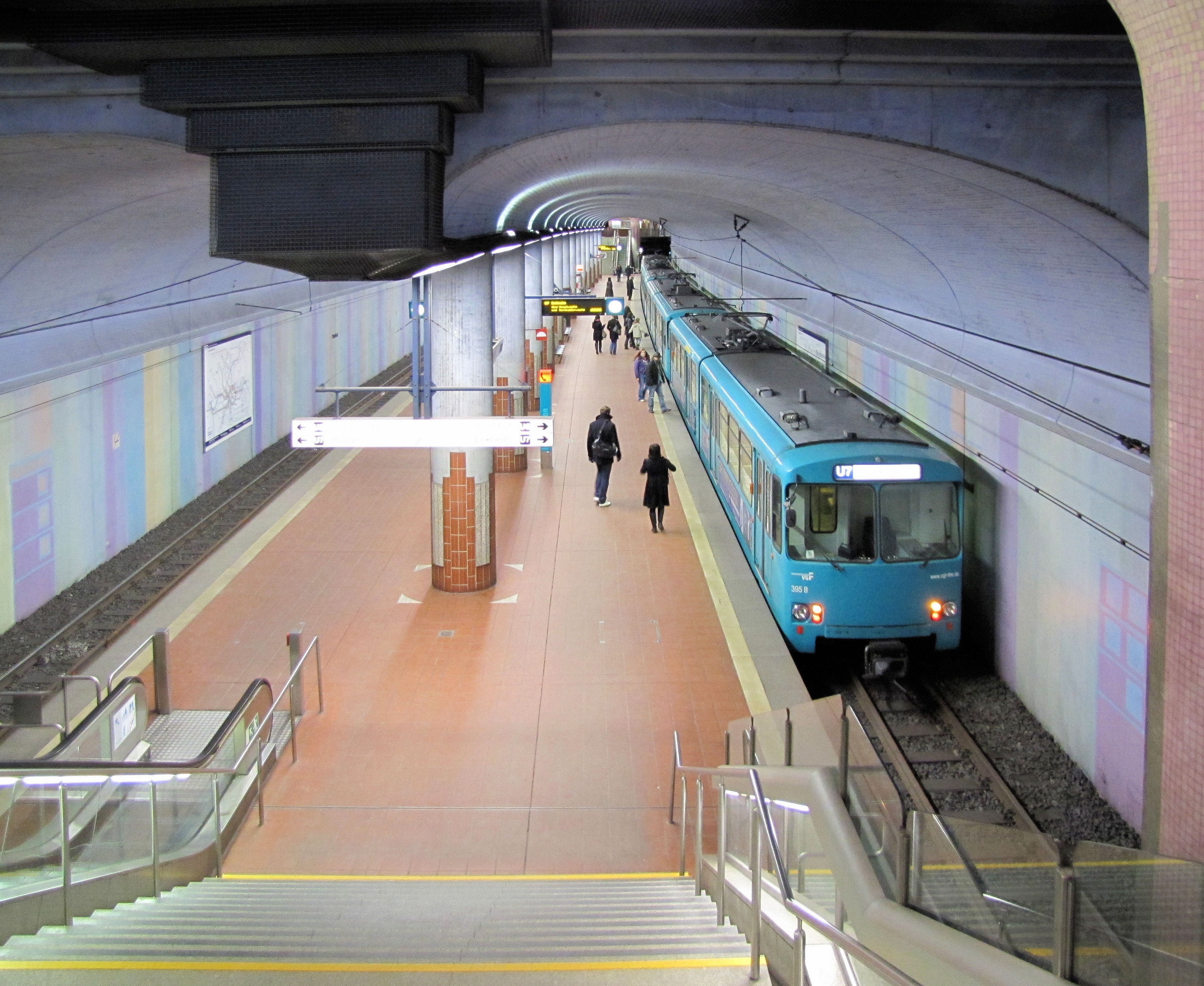
Die Bahnsteige des U-Bahnhofs Westend

Der U-Bahnhof Westend wird von den Linien U6 und U7 bedient.
| Linie | Verlauf | Takt                 |
| ----- | --- | -------------------- |
| S6    | Hausen – Große Nelkenstraße – Industriehof – Kirchplatz – Leipziger Straße – Bockenheimer Warte – Westend – Alte Oper – Hauptwache – Konstablerwache – Zoo – Ostbahnhof | 10 min 7/8 min (HVZ) |
| S7    | Praunheim Heerstraße – Friedhof Westhausen – Stephan-Heise-Straße – Hausener Weg – Fischstein – Industriehof – Kirchplatz – Leipziger Straße – Bockenheimer Warte – Westend – Alte Oper – Hauptwache – Konstablerwache – Zoo – Habsburgerallee – Parlamentsplatz – Eissporthalle/Festplatz – Johanna-Tesch-Platz – Schäfflestraße – Gwinnerstraße – Kruppstraße – Hessen-Center – Enkheim | 10 min 7/8 min (HVZ) |

## Philatelie
Am 1. März 2021 wurde eine Sonderbriefmarke zu 2,70 € mit dem Motiv Westend Frankfurt (Entwurf Jennifer Dengler, Bonn) der Briefmarkenserie U-Bahn-Stationen in Deutschland herausgegeben.